# Samsons-Lion
 Samsons-Lion  là một xã thuộc tỉnh Pyrénées-Atlantiques trong vùng Aquitaine miền tây nam nước Pháp.